# ماریا ایسابل مارتینس
ماریا ایسابل مارتینس (اسپانیایی: María Isabel Martínez‎؛ زادهٔ ۱۶ اکتبر ۱۹۶۷) بازیکن هاکی روی چمن اهل اسپانیا است که در مسابقات کشوری و بین‌المللی در مجموع برندهٔ ۱ مدال طلا، ۱ مدال نقره شده‌است.